# HMS Ark Royal (R07)
«Арк Роял» (англ. HMS Ark Royal (R07)) — британський легкий авіаносець 1980—2010-х років типу «Інвінсібл». П'ятий корабель з такою назвою у складі ВМС Великої Британії.

## Історія створення
Легкий авіаносець «Арк Роял» був замовлений у грудні 1978 року, будівництво розпочалось 14 грудня того ж року на верфі «Swan Hunter». Спочатку корабель мав називатись «Indomitable» (щоб назва усіх кораблів серії розпочиналась на ту саму літеру). Але пізніше перейменований через публічну реакцію на втрату назви «Арк Роял» після того, як попередній корабель з такою назвою був проданий на злам після більш ніж 30-річної служби.
Корабель був спущений на воду 2 червня 1981 року, вступив у стрій 1 листопада 1985 року.

## Історія служби
У 1993 році корабель ніс службу в Адріатиці. У 1999 році пройшов ремонт та модернізацію в Росайті, під час якої були демонтовані ЗРК «Sea Dart» та збільшена передня палуба.
У 2003 році авіаносець вирушив у Перську затоку, де брав участь у бойових діях. Під час операції два вертольоти Westland Sea King зіткнулись в повітрі, внаслідок чого загинули шестеро британців та один американець. Про участь корабля в бойових діях був знятий документальний фільм «Ark Royal».
Протягом 2005—2007 років корабель пройшов ремонт і модернізацію вартістю 18 млн ф.ст.. У 2008 році взяв участь у навчаннях «Exercise Joint Warrior».
Восени 2010 року оголосили, що в межах програми нового коаліційного уряду щодо скорочення оборонних витрат на 8 % «Арк Роял» буде виключений зі складу флоту та зданий на злам раніше, ніж було раніше заплановано.
Корабель виключили зі складу флоту 11 березня 2013 року.
Міністерство оборони розглядало різні варіанти подальшої долі корабля — злам, продаж, перетворення на готель, казино та музей.
28 березня корабель виставили на продаж. У 2012 році корабель був проданий турецькій компанії «Leyal Ship Recycling» за 2,9 млн ф.ст.
Наступного року він був відбуксирований у місто Аліага (тур. Aliağa) для утилізації.